# ФК Кайрсус
ФК Кайрсус (първата дума на уелски, другите две на английски: Caersws Football Club; на уелски: Clwb Pêl-droed Caersws, Клуб Пеел-дройд Кайрсус) е уелски футболен клуб, базиран в село Кайрсус. Играе мачовете си на стадион Рикриейшън Граунд. През сезон 2009 – 2010 г. изпада във второто ниво на уелския футбол Къмри Алианс.

## Успехи
- ФК Кайрсус има едно участие в турнира на Интертото през 2002 г. като се среща с българския Марек (Дупница). Срещата в Кайрсус завършва 1 – 1, а реваншът в Дупница 2 – 0 за „Марек“.
- Носител на Купата на лигата на Уелс през сезони 2000 – 2001, 2001 – 2002 и 2006 – 2007 г.